# Serv Wiemers
Serv Wiemers (Amsterdam, 21 juni 1967) is een Nederlands schrijver. Hij schrijft (non-fictie)boeken en publiceert artikelen over politiek, mensenrechten, China en inheemse volken.
Wiemers was diplomaat in Peking van 2000 t/m 2005. Daar vond hij inspiratie voor zijn boek De Inhaalchinees, Portretten van trendsetters in China. Het toont de mensen achter de grote veranderingen in het moderne China.
Sinds 1996 is hij met regelmaat verkiezingswaarnemer (lange termijn, korte termijn en supervisor) in met name de Balkan en Oost-Europa. Wiemers stond ook tweemaal op de Tweede Kamer-kandidatenlijst van de PvdA: in 2002 (plaats 68) en in 2010 (plaats 47).
Na diverse bezoeken aan in totaal 30 indianenreservaten in Noord-Amerika en vele ontmoetingen met indiaanse leiders, stamoudsten, krijgers en medicijnmannen schreef hij het boek Veerkracht, Indianen van nu over de wereld van morgen over de indiaanse identiteit, strijd voor zelfbeschikking en milieu, en hun boodschap aan de wereld. Het boek kwam in oktober 2018 uit. Vanaf 2017 was Wiemers diverse malen te gast op Radio 1 om commentaar te geven over de situatie van Noord-Amerikaanse indianen.
Op 30 september 2022 werd Wiemers door de ministerraad benoemd tot lid van het Adviescollege Openbaarheid en Informatiehuishouding. Dit adviescollege, dat op grond van de Wet open overheid is ingesteld, adviseert de regering en het parlement gevraagd en ongevraagd over de openbaarmaking van overheidsinformatie en de meerjarenplannen voor verbetering van de informatiehuishouding. Ook heeft het adviescollege een bemiddelingstaak voor journalisten en wetenschappers.
Op 9 mei 2025 portretteerde Fokke Obbema Serv Wiemers in de Volkskrant in de rubriek Het Ideaal over zijn drijfveren: democratie, biodiversiteit, gelijkheid, dienend leiderschap, open overheid - deels gebaseerd op de filosofie van de indianen.  